# Kaiserstraße 38a (Quedlinburg)

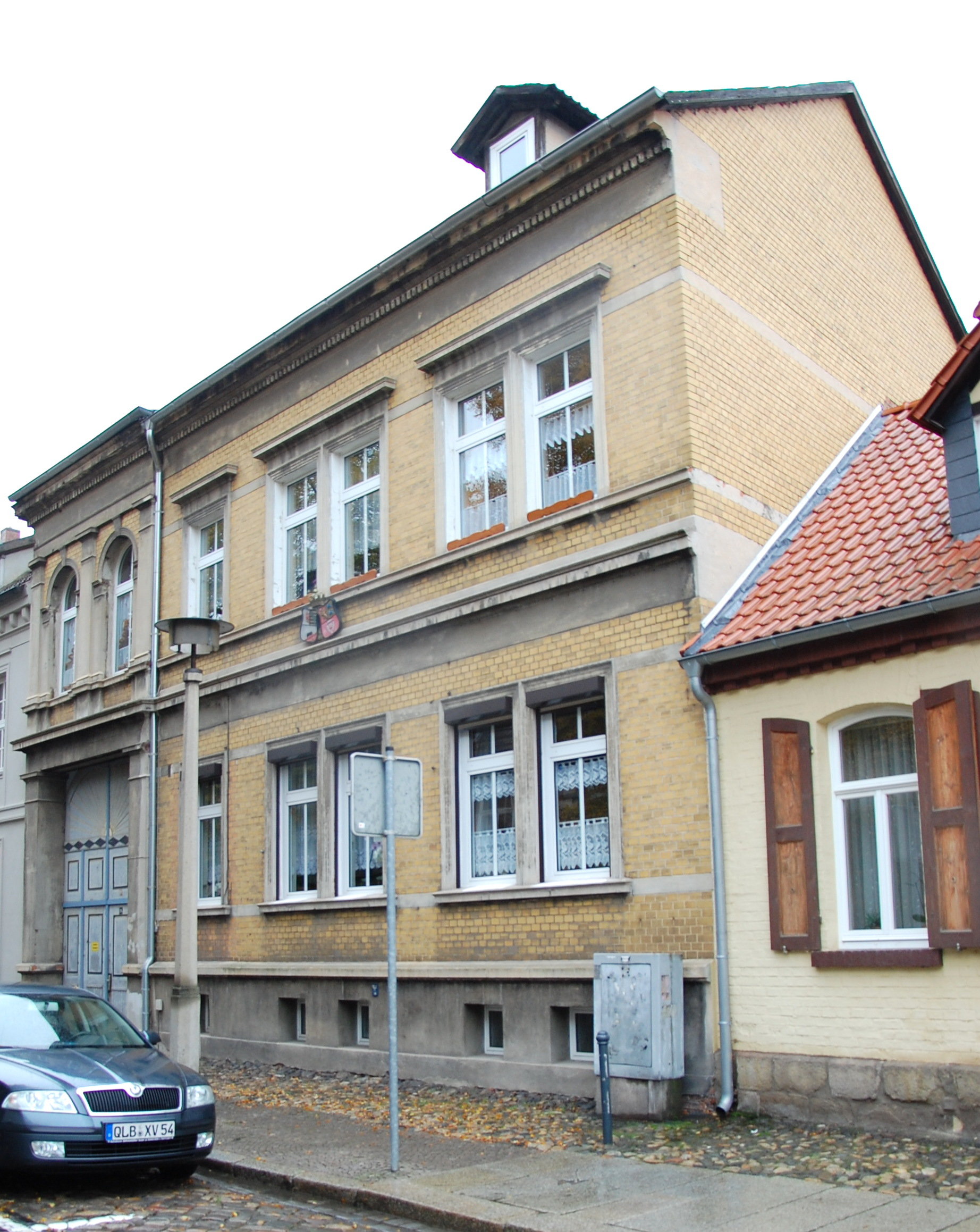
Kaiserstraße 38a

Das Haus Kaiserstraße 38a ist ein denkmalgeschütztes Gebäude in der Stadt Quedlinburg in Sachsen-Anhalt.

## Lage
Es befindet sich in der historischen Quedlinburger Neustadt auf der Südseite der Kaiserstraße und ist im Quedlinburger Denkmalverzeichnis als Wohnhaus eingetragen. Östlich grenzt das gleichfalls denkmalgeschützte Haus Kaiserstraße 38, westlich das Haus Kaiserstraße 39 an.

## Architektur und Geschichte
Das zweigeschossige in massiver Bauweise errichtete Gebäude entstand im Stil des Spätklassizismus. Die Fassade präsentiert sich als Klinker-Putzfassade. An der Ostseite besteht eine Tordurchfahrt. Das Tor selbst ist mit einem Sonnenmotiv verziert. 
Das Anwesen bildete vermutlich ursprünglich gemeinsam mit dem benachbarten Grundstück Kaiserstraße 38 einen Ackerbürgerhof.